# Lista de deputados estaduais da Paraíba da 5.ª legislatura
Essa é uma lista de deputados estaduais da Paraíba eleitos para o período 1963-1967.

## Composição das bancadas
| Partido | Líder                       | Bancada | Posição      |
| ------- | --------------------------- | ------- | ------------ |
| PSD     | Nivaldo de Farias Brito     | 10 / 40 | Oposição     |
| PDC     | Álvaro Gaudêncio de Queirós | 8 / 40  | Governo      |
| PSB     | Assis Lemos                 | 7 / 40  | Oposição     |
| UDN     | Francisco Pereira           | 6 / 40  | Governo      |
| PTB     | José Braz do Rego           | 6 / 40  | Oposição     |
| PL      | Antônio Nominando Diniz     | 2 / 40  | Independente |
| PR      | João Caetano dos Santos     | 1 / 40  | Governo      |

## Deputados estaduais
| Número | Deputados estaduais eleitos  | Partido | Votação | Percentual | Cidade onde nasceu       | Unidade federativa  |
| 42888  | Agnaldo Veloso Borges        | PL      | 6.203   |            | Campina Grande           | Paraíba             |
| 22915  | Jonas Leite Chaves           | UDN     | 5.291   |            | Itaporanga               | Paraíba             |
| 22560  | Francisco Pereira            | UDN     | 5.277   |            | Solânea                  | Paraíba             |
| 41558  | Zé Gayoso                    | PSD     | 4.944   |            | Patos                    | Paraíba             |
| 22420  | Otávio Mariz Maia            | UDN     | 4.797   |            | João Pessoa              | Paraíba             |
| 22273  | Clóvis Bezerra Cavalcanti    | UDN     | 4.704   |            | Bananeiras               | Paraíba             |
| 41895  | Mário Silveira               | PSD     | 4.375   |            | Boa Vista                | Paraíba             |
| 40883  | José Teotônio da Silva       | PSB     | 4.318   |            | Cacimbas                 | Paraíba             |
| 17701  | João Batista de Lima Brandão | PDC     | 4.284   |            | Nazarezinho              | Paraíba             |
| 22557  | Joacil de Brito Pereira      | UDN     | 4.226   |            | Caicó                    | Rio Grande do Norte |
| 22934  | Antônio de Paiva Gadelha     | UDN     | 3.936   |            | Sousa                    | Paraíba             |
| 17596  | Álvaro Gaudêncio de Queiroz  | PDC     | 3.933   |            | São João do Cariri       | Paraíba             |
| 41712  | Aloysio Pereira Lima         | PSD     | 3.804   |            | João Pessoa              | Paraíba             |
| 14985  | Ronaldo Cunha Lima           | PTB     | 3.796   |            | Guarabira                | Paraíba             |
| 42408  | Antônio Nominando Diniz      | PL      | 3.791   |            | Princesa Isabel          | Paraíba             |
| 40227  | Wilson Braga                 | PSB     | 4.739   |            | Conceição                | Paraíba             |
| 17295  | Luiz Inácio Ribeiro Coutinho | PDC     | 3.721   |            | Sapé                     | Paraíba             |
| 17285  | José Pereira da Costa        | PDC     | 3.691   |            | Araruna                  | Paraíba             |
| 41419  | Avelino Elias de Queiroga    | PSD     | 3.608   |            | Pombal                   | Paraíba             |
| 41837  | José Fernandes de Lima       | PSD     | 3.547   |            | Mamanguape               | Paraíba             |
| 40154  | Assis Lemos                  | PSB     | 3.538   |            | Areia                    | Paraíba             |
| 14415  | José Maranhão                | PTB     | 3.510   |            | Araruna                  | Paraíba             |
| 17336  | Sílvio Pélico Pôrto          | PDC     | 3.482   |            | Rio Tinto                | Paraíba             |
| 14331  | Romeu Gonçalves de Abrantes  | PTB     | 3.353   |            | Itabaiana                | Paraíba             |
| 17796  | Egídio Silva Madruga         | PDC     | 3.350   |            | Pedras de Fogo           | Paraíba             |
| 17789  | Francisco Souto Neto         | PDC     | 3.341   |            | João Pessoa              | Paraíba             |
| 41217  | Sóstenes Pedro da Silva      | PSD     | 3.287   |            | Cajazeiras               | Paraíba             |
| 14906  | Antônio Leite Montenegro     | PTB     | 3.079   |            | Rio Tinto                | Paraíba             |
| 14683  | José Braz do Rêgo            | PTB     | 3.063   |            | Limoeiro                 | Ceará               |
| 41224  | Orlando Cavalcanti de Melo   | PSD     | 3.054   |            | Araçagi                  | Paraíba             |
| 14579  | Inácio José Feitosa          | PTB     | 3.032   |            | Monteiro                 | Paraíba             |
| 17107  | Waldir dos Santos Lima       | PDC     | 2.971   |            | João Pessoa              | Paraíba             |
| 41973  | Amélio de Miranda Leite      | PSD     | 2.891   |            | Caiçara                  | Paraíba             |
| 41137  | Nivaldo de Farias Brito      | PSD     | 2.879   |            | São João do Cariri       | Paraíba             |
| 41956  | Inácio Pedrosa               | PSD     | 2.871   |            | Cruz do Espírito Santo   | Paraíba             |
| 40634  | José Lacerda Neto            | PSB     | 2.798   |            | São José de Piranhas     | Paraíba             |
| 20668  | João Caetano dos Santos      | PR      | 2.494   |            | Bayeux                   | Paraíba             |
| 40254  | José Alves Lira              | PSB     | 2.432   |            | Piancó                   | Paraíba             |
| 40226  | Langstein de Almeida         | PSB     | 2.223   |            | Campina Grande           | Paraíba             |
| 40774  | Otacílio Jurema              | PSB     | 2.203   |            | São João do Rio do Peixe | Paraíba             |